# Нєфтєгорський ГПЗ – Новокуйбишевськ
Нєфтєгорський ГПЗ — Новокуйбишевськ — трубопровідна система, призначена для постачання сировини до нафтохімічних виробництв у Новокуйбишевську Самарської області Росії.
В 1969 році став до ладу Нєфтегорський газопереробний завод, який, зокрема, виробляв етан та фракцію С3+ (за російською темінологією  широка фракція легких вуглеводнів, ШФЛУ). Їх споживачами могли бути піролізне виробництво Новокуйбишевського заводу синтетичних спиртів (споживало етан) та належна до Новокуйбишевського нафтохімічного комібнату установка фракціонування зріджених вуглеводневих газів. Для транспортування вуглеводневих газів спорудили систему Нєфтегорський ГПЗ – Новокуйбишевськ, яка включає:
– етанопровід довжиною 104 км та діаметром 273 мм, прокладений на глибині 1—1,5 метра;
– продуктопровід для ШФЛУ довжиною 105 км, з яких перші 72 км виконані в діаметрі 325 мм, а наступні 35 км в діаметрі 377 мм. На 72-му кілометрі цей трубопровід має перемичку діаметром 273 мм з трубопроводом для ШФЛУ Отрадненський ГПЗ – Новокуйбишевськ.
В середині 2000-х років через господарську суперечку перекачування ШФЛУ до Новокуйбишевська зупинилось. При цьому Отрадненський ГПЗ ввів у дію залізничний термінал для відвантаження цієї фракції цистернами, яким завдяки зазначеній вище перемичці також може користуватись Нєфтєгорський ГПЗ.